# Газонаполненные пластмассы
Газонаполненные пластмассы (пенопласт) — сверхлегкие пластические материалы, получаемые на основе различных синтетических полимеров. Напоминают структуру застывшей пены. Наполнитель таких материалов — газ.

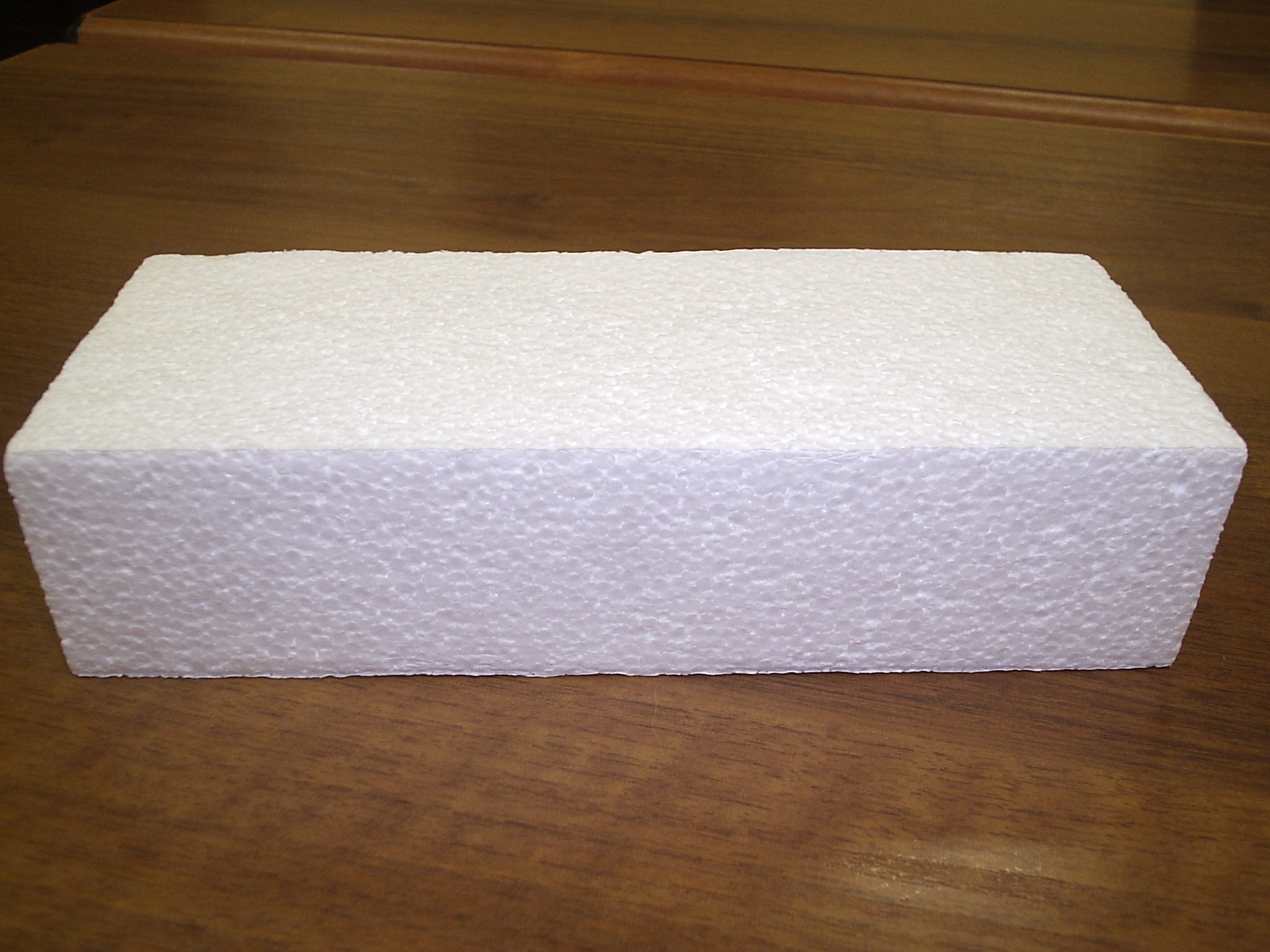
Брусок из пенопласта

## История

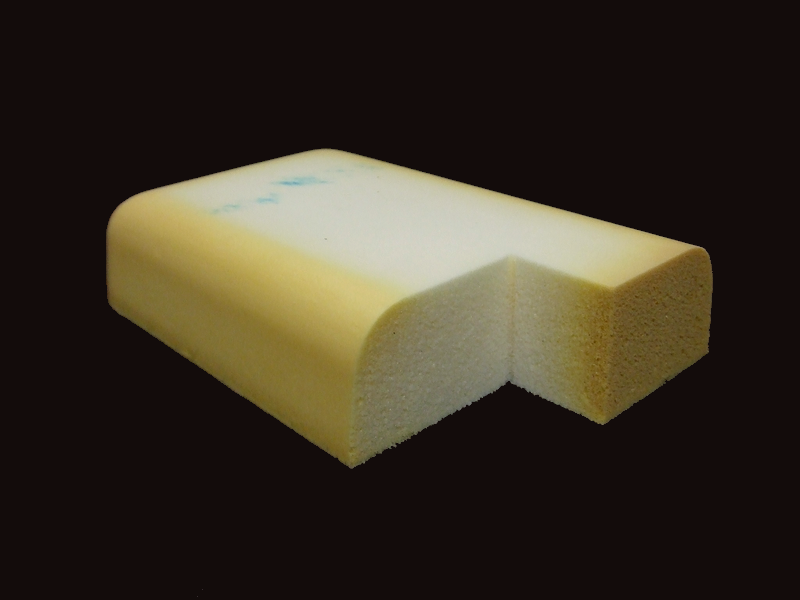
Заготовка полиуретанового пенопласта, полученная формованием в эластичном мешке, обесцвеченная под воздействием УФ-облучения.

Технология промышленного производства пенопластов впервые разработана в Германии концерном I.G. Farben-Bitterfeld в 1940-х годах. В 1941 году инженеры-химики Вик и Грассл Wick und Grassl концерна I. G. Farben показали возможность получения газонаполненного поливинилхлорида. В эти же годы I. G. Farben-Oppau  разработала прессовый метод получения жесткого и эластичного поливинилхлорида с использованием органических газообразователей Porofor N  и Porofor PB. Во время войны в Германии при получении пенополистирола и пенополивинилхлорида в качестве газообразователей использовались органические соединения следующих классов: азосоединения (азоизобутиронитрил), сульфонилгидразиды, нитрозосоединения, азиды кислот и производные гуанидина.
В 1944 году поливинилхлоридный пенопласт «пористый Игелит» Schaum Igelit производства фирмы Dynamit Nobel A.G. использовался в виде промежуточных слоев диэлектрика в первом радиопоглощающем материале Schornsteinfeger для уменьшения отражающей способности шноркеля (перископа) германских подводных лодок при облучении РЛС союзников, установленных на противолодочных самолётах.
Первый отечественный пенопласт разработан в 1946 году во Всесоюзном институте авиационных материалов (ВИАМ), его серийное производство освоено в 1952 году. Руководил работами учёный-химик А.А. Берлин. Авторы отечественного пенопласта А.А. Моисеев, В.В Павлов, М.Я Бородин и Т.Ф. Дурасова. Специалисты ВИАМ, используя немецкую технологию как основу, установили, что органические газообразователи снижают термостойкость полимерной основы, и в целях повышения последней предложили использовать неорганические газообразователи. Материал предназначался для антенных обтекателей авиационных РЛС.

## Свойства
Газонаполненные пластмассы характеризуются высокой тепло-, звуко- и электроизолирующей способностью. Химические и механические свойства газонаполненных пластмасс и их теплостойкость в значительной степени определяются свойствами исходных полимеров, а изоляционные характеристики — особенностями физического строения. Газонаполненные пластмассы могут быть получены из всех известных в настоящее время полимеров.

## Подразделение газонаполненных пластмасс

### По структуре материала
- C замкнуто-ячеистой структурой (пенопласты (см.пенопласт)).
- C открыто-пористой структурой (поропласты), в которых элементарные ячейки или поры сообщаются между собой и с окружающей атмосферой.

Особый вид газонаполненных пластиков — синтактические пены, вид газонаполненных пластиков, наполнителями в которых служат полые сферические частицы (из синтетических полимеров, стекла и др.), равномерно распределённые в полимерном связующем.

### По виду применяемыхсмолиполимеров
- Полистирольные (пенополистирол): изготавливаются из вспенивающего полистирола с добавкой или без добавки антипирена.
- Фенольные: изготавливаются из резольных или новолачных фенолформальдегидных смол и фенольных спиртов.
- Полиуретановые: изготавливаются из полиэфиров и полиизоцианатов с добавкой антипирена.
- Поливинилхлоридные: изготавливаются из поливинилхлоридных смол.
- Карбамидные (мипора): изготавливаются из карбамидоформальдегидных смол.
- Алкеновые: пенополиэтилен, пенополипропилен. Соответственно из полиэтилена и полипропилена.

### По реакции на тепловое воздействие
- Термопластичные: размягчаются при нагревании и затвердевают при охлаждении. К термопластичным относятся пенополистиролы, пенопласты на основе поливинилхлорида.
- Термореактивные: однажды затвердев (пройдя полимеризацию), не способны размягчаться при повышении температуры. Термореактивными являются, например, пенополиуретаны и пенопласты на основе фенолоформальдегидных смол.

### По своему физическому состоянию
- Жесткие.
- Эластичные.
- Полуэластичные.

## Применение
Газонаполненные пластмассы применяют в качестве легких уплотнителей и теплоизоляторов в большом спектре производств и в строительстве.
В частности поролон — мягкий упругий поропласт на основе пенополиуретана. Название «поролон» происходит от названия торговой марки «Поролон»
В современных спасательных жилетах используют пенопласт (пенополистирол) вместо натуральной пробки.